# Baissea myrtifolia
Baissea myrtifolia är en oleanderväxtart som först beskrevs av George Bentham, och fick sitt nu gällande namn av Marcel Pichon. Baissea myrtifolia ingår i släktet Baissea och familjen oleanderväxter. Inga underarter finns listade i Catalogue of Life.